# بيت الجرادي (الرجم)

تعديل مصدري - تعديل

بيت الجرادي هي إحدى قرى عزلة الجرادي بمديرية الرجم التابعة لمحافظة المحويت، بلغ تعداد سكانها 347 نسمة حسب تعداد اليمن لعام 2004.